# Nosy Berafia
Nosy Berafia is een eiland ten noordwesten van Madagaskar in de Straat Mozambique, behorend tot de Indische Oceaan. Het eiland behoort administratief in de regio Sofia en behoort tot de Radama-eilanden.
Het eiland is ongeveer 10 kilometer van de kust verwijderd en de hoofdplaats is Antananabe. Ten zuiden van het eiland bevinden zich de eilandjes Nosy Antanimora en Nosy Valiha en ten noorden het schiereiland Sahamalaza.